# Ternopil
Ternopil (ukrainsk: Тернопіль, tr. Ternopil; polsk og tysk: Tarnopol; russisk: Тернополь, tr. Ternopol; jiddisch: טערנאָפּיל, tr. Ternopil) er en af de større byer i det vestlige Ukraine, der ligger på bredden af floden Seret og den historiske region Galicien. Byen har 225.238 (2022) indbyggere og bliver betjent af Ternopil Lufthavn.

## Historie
Tarnopol (nu Ternopil) blev grundlagt i 1540 som en by og fæstning i Kongeriget Polen. Byens navn kommer fra navnet på grundlæggeren - Kronens storhétman (den næsthøjeste militære kommandant efter kongen) Jan Amor Tarnowski. I 1548 gav kong Sigismund 1. af Polen byrettigheder.
Tarnopol var en privat by tilhørende forskellige polske magnatfamilier: Tarnowski, Ostrogski, Zamoyski, Koniecpolski, Sobieski og Potocki. Byen blev beslaglagt af Østrig i Polens 1. deling i 1772. Byen blev midlertidigt igen overtaget af polakker i 1809. Derefter blev byen annekteret af Rusland i 1809 og igen af Østrig i 1815. Efter at Polen genvandt uafhængighed i 1918 og vandt i den polsk-sovjetiske krig i 1919-1921, vendte Tarnopol tilbage til Polen. I mellemkrigstiden var Tarnopol hovedstaden i voivodskabet tarnopolskie. Under 2. verdenskrig blev Tarnopol besat af Sovjetunionen og Nazi-Tyskland. Efter krigen blev byen taget væk fra Polen og indarbejdet i Sovjetunionen. Siden 1991 hører byen til Ukraine.

## Galleri
- Dominikanske kirke (barok)
- Slot
- Rådhus
- Hovedbanegård